# Sven Schaffrath
Sven Schaffrath (* 13. Juli 1984 in Düren) ist ein ehemaliger deutscher Fußballspieler.

## Karriere
Sven Schaffrath begann mit dem Fußballspielen in der östlich von Düren gelegenen Ortschaft Binsfeld beim Dorfverein SG Germania und ging dann mit 14 Jahren zu Bayer 04 Leverkusen. Dort durchlief er die Jugendmannschaften und kam sehr bald schon in der zweiten Mannschaft zum Einsatz. Ab 2002 spielte er drei Jahre für die Leverkusener, ein Jahr in der Regionalliga, zwei Jahre in der Oberliga Nordrhein. Obwohl die Rheinländer 2005 in die Regionalliga zurückkehrten, sah Schaffrath nicht mehr genug Perspektiven für sich und er verließ den Verein.
In den kommenden beiden Jahren spielte der Verteidiger für den Wuppertaler SV Borussia. Er spielte aber keine Saison durch und insbesondere die Rückrunde 2006/07 verlief enttäuschend, weshalb er innerhalb der Regionalliga Nord zu Rot Weiss Ahlen wechselte. Dort wurde er zum festen Bestandteil der Abwehrkette. Am Ende stieg Ahlen überraschend als Meister in die 2. Bundesliga auf. Dort kam er allerdings nur zu drei Einsätzen, so dass er im Januar 2009 zum FC Erzgebirge Aue wechselte. Dort konnte er sich auf Anhieb einen Stammplatz als linker Verteidiger erkämpfen. Nach einer Saison ohne Profivertrag, unterschrieb Schaffrath für die Spielzeit 2011/12 beim VfB Lübeck in der Regionalliga Nord. Nach einem Jahr bei den Norddeutschen kehrte er 2012 nach NRW zurück und schloss sich der Reserve von Alemannia Aachen an, die in der Mittelrheinliga spielte. Im März 2013 spielte Schaffrath erstmals für die Profimannschaft der Alemannia und gab sein Debüt in der 3. Liga. Von Sommer 2013–2015 war er gleichzeitig Trainer und Spieler der zweiten Mannschaft der Alemannia.
Schaffrath war nach dem Rücktritt von Christian Benbennek vom 5. bis zum 31. Dezember Interimstrainer bei der 1. Mannschaft von Alemannia Aachen. An seiner Seite als Interimstrainer war Aïmen Demai.
Sven Schaffrath war auch Jugendnationalspieler und spielte von der U-15 bis zur U-20 etwa 30-mal für Deutschland, in einem Jahrgang mit Spielern wie Bastian Schweinsteiger, Michael Rensing, Piotr Trochowski und Mario Gómez.

## Wettbewerbsübersicht
| 2. Liga               | 2. Liga               | 3  | Spiele | 0 | Tore |
| Regionalliga bis 2008 | Regionalliga bis 2008 | 70 | Spiele | 1 | Tore |
| 3. Bundesliga         | 3. Bundesliga         | 37 | Spiele | 0 | Tore |
| Regionalliga ab 2008  | Regionalliga ab 2008  | 32 | Spiele | 1 | Tore |
| DFB-Pokal             | DFB-Pokal             | 3  | Spiele | 1 | Tore |

## Titel / Erfolge
- Aufstieg in die Regionalliga Nord 2005 mit Bayer Leverkusen II
- Aufstieg in die 2. Bundesliga 2008 mit Rot Weiss Ahlen
- Aufstieg in die 2. Bundesliga 2010 mit Erzgebirge Aue